# 哥倫比亞球場
哥倫比亞球場（英語：Columbia Park）位於美國賓夕法尼亞州費城，是一座早期供棒球比賽使用的球場。

## 費城運動家隊主場
1901年，費城運動家成立，而這座球場也一同開幕使用。這座球場是由承包商James B. Foster花費35000美元所蓋，不過這座球場非常小，起初只能容納9500人進場。一直到幾年後擴建才成功突破一萬人入場。
在連續兩天下雨延期賽事後，哥倫比亞球場終於在1901年4月26日進行該球場的開幕戰。

### 世界大賽
運動家在1901年至1908年間曾拿下兩次美聯冠軍。第一次是1902年，不過當時並未發展出世界大賽。第二次是1905年，而世界大賽的第一場與第三場便在此地開打。最終巨人隊4勝1敗打敗運動家隊拿下冠軍，運動家隊在主場的兩場比賽都遭到對方王牌克里斯提·馬修森完封。

## 其他使用的球隊
除了運動家隊，獨立黑人聯盟的棒球隊費城巨人也使用該球場做為其主場。他們只會在運動家隊進行客場賽事時使用其場地進行比賽。
1903年，費城費城人曾因為主場整修，短暫使用哥倫比亞球場做為主場進行16場賽事。而國家足球聯盟的費城運動家隊也曾於1902年使用哥倫比亞球場當作主場，不過球隊僅維持一年便解散。

## 廢棄與拆除
1908年10月3日，哥倫比亞球場進行了最後一場比賽。因為進場人數過少，使得運動家決定將主場遷移至西貝公園(Shibe Park)。1908年球季結束後，哥倫比亞球場的草皮也全數移至新球場。
在運動家隊離開之後，這座球場幾乎成了廢墟。最後它在1910年遭到拆除。